# Maria Falkenberg
Maria Falkenberg es una profesora de bioquímica médica en el Hospital Universitario de Sahlgrenska de la Universidad de Gotemburgo, Suecia. Ha realizado importantes contribuciones para comprender cómo se mantiene el genoma mitocondrial en condiciones de salud y enfermedad. Fue la primera persona en establecer un sistema libre de células para estudiar la replicación del ADN mitocondrial humano.
| El laboratorio de Falkenberg "se interesa por los mecanismos básicos de la replicación del ADN mitocondrial humano y cómo se regula este proceso. También se estudia los efectos de las mutaciones patológicas en enfermedades humanas. Basando su investigación, principalmente, en enfoques bioquímicos in vitro utilizando proteínas recombinantes y plantillas artificiales". |

## Carrera profesional
El interés de Falkenberg por las matemáticas y las ciencias naturales la llevó a cursar una licenciatura en biología molecular después del instituto. Gran parte de su tiempo como estudiante de doctorado lo pasó en Stanford, Estados Unidos, donde trabajó con Robert Lehman como supervisor, estudiando la replicación del ADN en los virus del herpes. En 2000 Falkenberg se doctoró en la Universidad de Gotemburgo con un trabajo sobre los aspectos moleculares de la replicación del ácido desoxirribonucleico en el virus del herpes simple tipo 1 en el grupo Per Elias en Gotemburgo y el grupo Robert Lehman en laUniversidad de Stanford. 
Desde 2001 hasta 2003 durante su beca posdoctoral estudió los mecanismos de la replicación del ADN mitocondrial en el laboratorio Nils-Göran Larsson del Instituto Karolinska, donde luego estableció su propio grupo en 2003. El ADN mitocondrial, es un área bastante nueva e inexplorada, fue la primera persona del mundo que construyó un sistema modelo en tubos de ensayo en el que el ADN mitocondrial humano se copiaba de la misma manera que en la célula. Su investigación está financiada, entre otros, por el Consejo Europeo de Investigación (ERC), el Consejo Swedish (VR) y la Fundación Knut and Alice Wallenberg (KAW). 

## Premios
- 2019 Nombrada "Wallenberg Scholar" por la Knut and Alice Wallenberg Foundation (KAW).[4]
- 2017 elegida para la Real Sociedad de Artes y Ciencias de Gotemburgo (KVVS).[5]
- 2015 Elegida para la Real Academia Sueca de Ciencias (KVA).[1][6]
- 2012 Premio Edlunska.
- 2009 Premio Sven och Ebba-Christina Hagbergs de Química.[7]
- 2009 Premio Fernström.[8][9]
- 2008 Investigadora de la Real Academia Sueca de Ciencias.
- 2008 Premio Future Research Leader, Fundación Sueca para la Investigación Estratégica (SSF).

## Publicaciones seleccionadas
- Copy-choice recombination during mitochondrial L-strand synthesis causes DNA deletions. Persson Ö, Muthukumar Y, Basu S, Jenninger L, Uhler JP, Berglund AK, McFarland R, Taylor RW, Gustafsson CM, Larsson E, Falkenberg M.Nat Commun. 2019 Feb 15;10(1):759. doi: 10.1038/s41467-019-08673-5.[10][11]

- Nucleotide pools dictate the identity and frequency of ribonucleotide incorporation in mitochondrial DNA.Berglund AK, Navarrete C, Engqvist MK, Hoberg E, Szilagyi Z, Taylor RW, Gustafsson CM, Falkenberg M, Clausen AR.PLoS Genet. 2017 Feb 16;13(2):e1006628. doi: 10.1371/journal.pgen.1006628.[12]

- Maintenance and Expression of Mammalian Mitochondrial DNA.Gustafsson CM, Falkenberg M, Larsson NG.Annu Rev Biochem. 2016 Jun 2;85:133-60. doi: 10.1146/annurev-biochem-060815-014402.[13]

- In vitro-reconstituted nucleoids can block mitochondrial DNA replication and transcription.Géraldine Farge, Majda Mehmedovic, Marian Baclayon, Siet MJL van den Wildenberg, Wouter H Roos, Claes M Gustafsson, Gijs JL Wuite, Maria Falkenberg. Cell Rep. 2014 Jul 10;8(1):66-74. doi: 10.1016/j.celrep.2014.05.046.[14]

- In vivo occupancy of mitochondrial single-stranded DNA binding protein supports the strand displacement mode of DNA replication. Miralles Fusté J, Shi Y, Wanrooij S, Zhu X, Jemt E, Persson Ö, Sabouri N, Gustafsson CM, Falkenberg M.PLoS Genet. 2014 Dec 4;10(12):e1004832. doi: 10.1371/journal.pgen.1004832.[15]